# Pham Gia Khiem
Pour les articles homonymes, voir Khiêm.
 (février 2019).
Phạm Gia Khiêm (né le 6 août 1944 à Hanoï), est un homme politique vietnamien. 
Il fut ministre des Sciences, de la Technologie et de l'Environnement de novembre 1996 à septembre 1997.
Puis, ministre des Affaires étrangères à partir du 28 juin 2006 jusqu'en 2011.
Il parle couramment l'anglais et le russe.